# Фоминых, Григорий Иванович
Григорий Иванович Фоминых (25 августа 1918, Орловский уезд, Вятская губерния — 10 декабря 1995, Орловский район, Кировская область) — советский хозяйственный, государственный и политический деятель, Герой Социалистического Труда.

## Биография
Родился в 1918 году в деревне Фартыки. Член КПСС.
С 1932 года крестьянствовал в хозяйстве родителей, работал на заводе имени 1-го Мая в Кирове.
Служил в Рабоче-крестьянской Красной Армии, участник Великой Отечественной войны.
Колхозник, с 1948 года - председатель колхоза «Новый путь» Орловского района Кировской области в течение 46 лет; председатель Кузнецовского сельсовета Орловского района.
Указом Президиума Верховного Совета СССР от 29 августа 1986 года присвоено звание Героя Социалистического Труда с вручением ордена Ленина и золотой медали «Серп и Молот».
Умер в Орловском районе в 1995 году.

## Награды
- орден «Знак Почёта»
- орден Октябрьской Революции
- три ордена Ленина
- орден Отечественной войны II степени (6.4.1985)[1]
- Герой Социалистического Труда (орден Ленина и медаль «Серп и Молот»; 29.8.1986)

## Комментарии
1. ↑  Деревня Фартыки, относившаяся к Колковской волости Орловского уезда, в 1920-е годы — Халтуринской волости Халтуринского уезда, в последующем входила в состав Опаринского сельсовета Халтуринского района; не сохранилась, ныне — территория Орловского района Кировской области[2].